# Meta Image
Meta Image é uma empresa espanhola de agenciamento de atletas e produção de eventos esportivos. Fundada em 1994, com sede em Madrid.
A empresa é parceira da equipe de Fórmula 1 Campos Grand Prix e tem como clientes atletas como Marc e Pau Gasol, Jorge Garbajosa, Sergio Rodríguez, Miguel Induráin e Bruno Méndez.